# 伊東忠昭
伊東 忠昭（いとう ただあき、1949年（昭和24年）2月16日 - 2023年（令和5年）2月16日）は、日本の銀行家。元福井銀行会長。北陸経済連合会副会長。

## 略歴
1949年（昭和24年）2月16日に福井県に生まれる。1971年（昭和46年）に法政大学経済学部を卒業し、福井銀行に入行する。
1999年（平成11年）4月に経営管理グループマネージャー、同年6月に取締役経営管理グループマネージャー、2004年（平成16年）3月に取締役経営企画グループマネージャー、2006年（平成18年）2月に取締役、同年6月に常務取締役、2007年（平成19年）6月に常務執行役、2008年（平成20年）6月に取締役兼代表執行役専務、2010年（平成22年）3月に取締役兼代表執行役頭取に就任する。創業一族である市橋家以外の出身の初の頭取である。
2015年（平成27年）6月の株主総会後、「地域密着型金融サービス」を掲げた中期経営計画の区切りがついたことや、行員の意識改革が進んだことなどから代表権のない会長に退く人事が発表された。江守GHDの経営破綻に伴う106億円の損失発生による引責との見方は否定している。
2022年、旭日小綬章受章。
2023年2月16日、肺がんのため、死去。74歳没。死没日付をもって従五位に叙された。